# Sainte-Cécile-du-Cayrou
Sainte-Cécile-du-Cayrou è un comune francese di 124 abitanti situato nel dipartimento del Tarn nella regione dell'Occitania.

## Società

### Evoluzione demografica
Abitanti censiti